# Опсовский сельсовет
Опсовский сельсовет — административная единица на территории Браславского района Витебской области Республики Беларусь. Административный центр — агрогородок Опса.

## География
Озёра: Обокрители и др.

## Состав
Опсовский сельсовет включает 76 населённых пунктов:
- Адымянишки — деревня
- Белевичи — деревня
- Белусишки — деревня
- Блажуны — деревня
- Боровики — деревня
- Будовея — деревня
- Быковские — деревня
- Вайнюнцы — деревня
- Вечеровщина — деревня
- Волейнишки — деревня
- Голевщина — деревня
- Грейтунишки — деревня
- Даубли — деревня
- Дварчино — деревня
- Дворище — деревня
- Доброды — хутор
- Домаши — деревня
- Дукели — деревня
- Едловичи — деревня
- Едогали — деревня
- Ерканцы — хутор
- Ёдишки — хутор
- Жвирбли — деревня
- Жилинда — деревня
- Заборники — деревня
- Залесье — деревня
- Зеленка — деревня
- Илгайцы — деревня
- Карпишки — хутор
- Кемянцы — деревня
- Комаровщина — деревня
- Круковщина — деревня
- Кули — хутор
- Кумпини — деревня
- Купчели — деревня
- Кякшты — деревня
- Лазырки — деревня
- Лушнево — деревня
- Марцебалино — деревня
- Мацелишки — деревня
- Медынки Домашские — деревня
- Медынки Едловичские — деревня
- Медыны — хутор
- Медюки — деревня
- Милюнцы — деревня
- Минковичи — деревня
- Мисянцы — деревня
- Мурмишки — деревня
- Новая — деревня
- Нарути — хутор
- Оболикшты — деревня
- Оболяны — деревня
- Опса — агрогородок
- Ольсинишки — деревня
- Осанишки — деревня
- Пельково — хутор
- Петкунишки — деревня
- Погоща — агрогородок
- Подрукша — деревня
- Пузовичи — деревня
- Римаши — деревня
- Римути — деревня
- Розалиново — деревня
- Свирналишки — деревня
- Севруки — деревня
- Скуталишки — деревня
- Снеги — деревня
- Стародворище — деревня
- Трабши — деревня
- Шалакунди — деревня
- Шалтени — деревня
- Шаркишки — хутор
- Юровичи — деревня
- Ютишки — деревня
- Яковичи — деревня
- Янули — деревня

Упразднённые населённые пункты на территории сельсовета:
13 декабря 2006 года
- Далани— хутор
- Кляринда— деревня
- Маркулево— деревня
- Мушикли— деревня

24 июня 2011 года
- Бартелишки — деревня
- Ежовка — хутор
- Жигути — хутор
- Крумпли — деревня
- Лукьяны — хутор
- Хоронжишки — деревня
- Шликшта — хутор

## Население
В 2009 году на территории сельсовета проживало 3035 человек. Из них 1546 — белорусы, 946 — поляки,	453 — русские,	36 — литовцы, 23 — украинцы.